# Paul Martin Sagittarius
Paul Martin Sagittarius (* 5. November 1645 in Jena; † 30. Juli 1694 in Altenburg) war ein deutscher lutherischer Geistlicher, Theologe und Pädagoge.

## Leben
Sagittarius war ein Sohn des Theologen Johann Christfried Sagittarius und ein Enkel des Sprachenprofessors Thomas Sagittarius. Er absolvierte das Altenburger Gymnasium, erhielt dort eine breite Ausbildung in den alten Sprachen und immatrikulierte sich 1664 an der Universität Wittenberg, an der er 1666 den Magistergrad in Philosophie erhielt und insbesondere Schüler von Abraham Calov war, bei dem er wohnte. Seine Studien komplettierte er ab 1666 an der Universität Jena. In Jena wurde er 1669 zum Professor der Kirchengeschichte ernannt.
Sagittarius folgte – kaum zum Professor in Jena ernannt – bereits 1669 einem Ruf als Rektor an das Altenburger Gymnasium. 1679 trat er als Diakon in den geistlichen Stand in Altenburg ein, stieg unter der Generalsuperintendentur seines Vaters 1684 zum Archidiakon, 1685 zum Stiftsprediger, 1686 zum Assessor des Konsistoriums und schließlich 1688 zum Vikar seines Vaters in der Generalsuperintendentur auf. Er starb überraschend an einer ansteckenden Krankheit.
Sagittarius war ab 16. November 1669 mit Rahel Maria Müller verheiratet. Der Lüneburger Rektor Caspar Sagittarius war sein Onkel, der Historiker Caspar Sagittarius sein Cousin.

## Werke (Auswahl)
- mit Tobias Mahn: De iure naturali exercitatio. Werther, Jena 1668.
- Beschreibung Der Ersten Gregorius-Feyre/ Welche In unterschiedenen Auffzügen In … Altenburg Den 8. Iunii des 1670sten Jahres vorstellen wollen. Richter, Altenburg 1670.
- Der Stadt Altenburg Zustand Bey Begehung des zum dritten mahl angestellten Gregorius Festes. Richter, Altenburg 1673.
- Splendor familiae Schonbergicae in nuptiis Heslerio-Schonbergicis … adumbratus. Richter, Altenburg 1676.
- De Nummis seren. Saxoniae ducum. 5 Bände, Richter, Altenburg 1679.